# Limhamns IP
Limhamns IP är en fotbollsanläggning i Malmö i Sverige. Limhamns IP var hemmaplan för Limhamns IF och sedan säsongen 2007 även för Bunkeflo IF. Detta då det dels är en större fotbollsplan än Brovallens IP i Bunkeflostrand och mötte de krav som Superettan ställde för att Bunkeflo IF skulle kunna få spela i serien och dels att de bägge lagen slogs samman från och med säsongen 2008, till Limhamn Bunkeflo. Som reservarena i fall elljus skulle krävas till matchen använder lagen Malmö IP.
Under 2012 utförde man en ombyggnad av idrottsplatsen, då man bytte ut naturgräset mot konstgräs. Man tog också bort rundbanan och ersatte denna med en hundrametersbana på ena kortsidan.
Anläggningen ligger intill Limhamns sporthall och Bergaskolan. Sommartid utnyttjas idrottsplatsen av skolan för idrottsundervisning.